# Chariodactylus sublaevicollis
Chariodactylus sublaevicollis är en skalbaggsart som beskrevs av Moser 1919. Chariodactylus sublaevicollis ingår i släktet Chariodactylus och familjen Melolonthidae. Inga underarter finns listade i Catalogue of Life.